# Hikayat

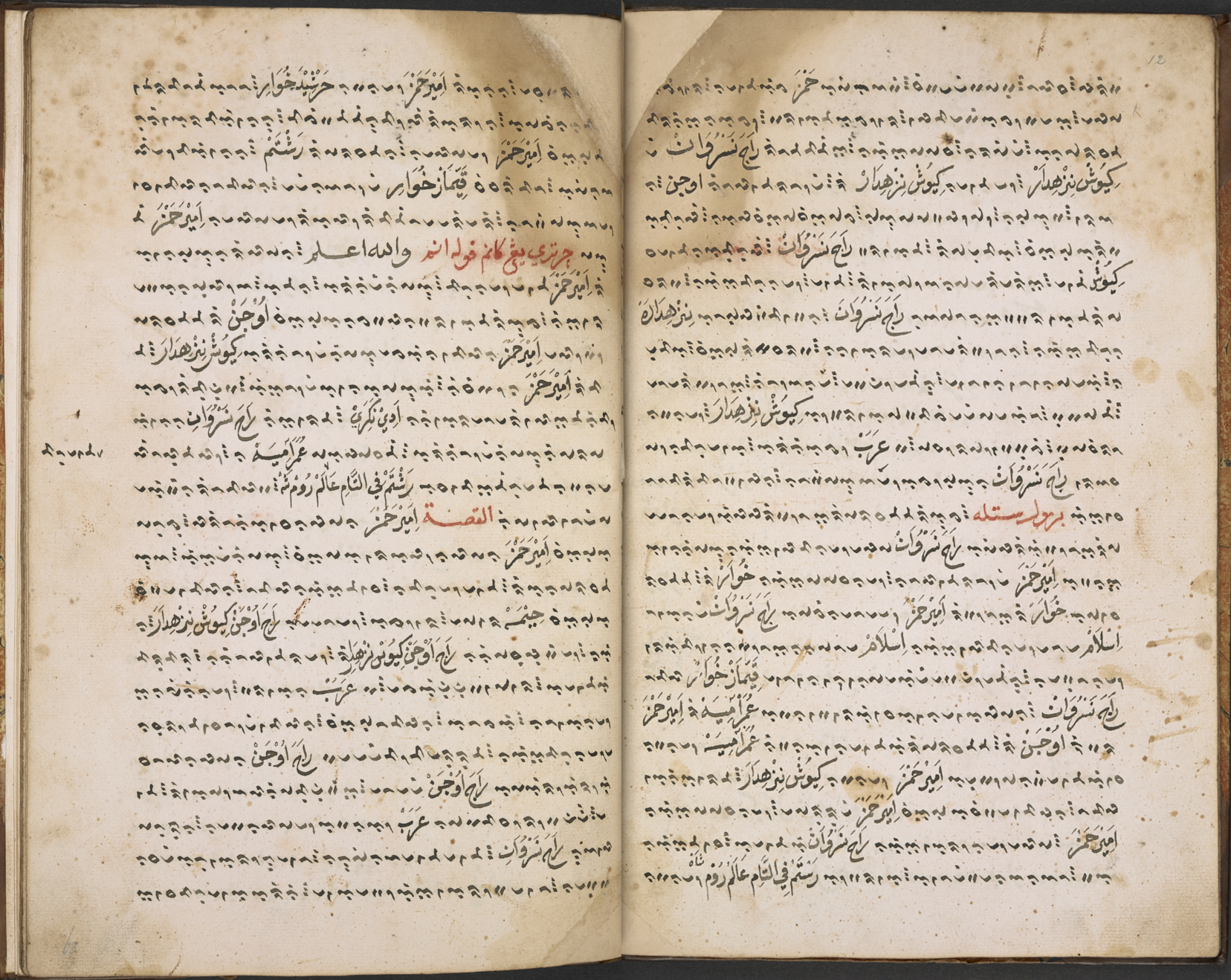
Handschrift einer makassarischen Version der malaiischen Hikayat Amir Hamzah in Lontara-Schrift, Ende 18. bis Anfang des 19. Jahrhunderts

Die Hikayat (Jawi حكايت / ‚Geschichte, Erzählung‘) ist ein Genre der malaiischen, acehnesischen, sundanesischen und makassarischen Literatur.

## In der malaiischen Literatur
Bei den malaiischen Hikayat handelt es sich um „längere Prosageschichten, die meistens in einfachem Stil von einem Helden erzählen, der auf der Suche nach jemandem ist (etwa nach seiner Braut) und dabei allerlei schwere Kämpfe und Abenteuer bestehen muss.“ In Bibliothekskatalogen werden mehr als 150 Werke in klassischer malaiischer Sprache aufgeführt, die als Hikayat bezeichnet werden.

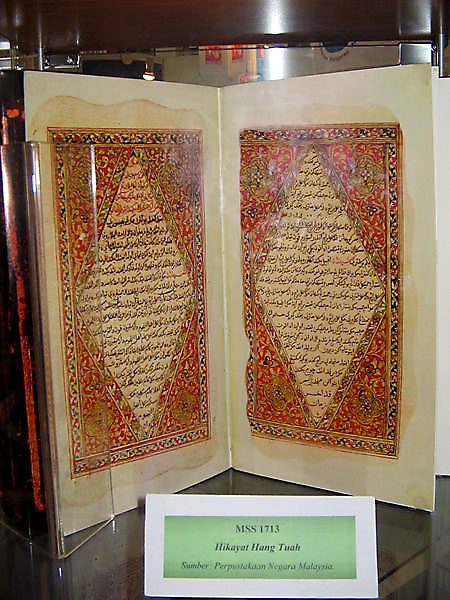
Handschrift der Hikayat Hang Tuah in der National-Bibliothek von Malaysia

Zu den ältesten Hikayat gehörten die aus dem Persischen übersetzten Erzählungen über Hamza ibn ʿAbd al-Muttalib (siehe Hamzanama), Muhammad ibn al-Hanafīya und Iskandar Dhū l-Qarnain. Während diese Hikayat heroische Erzählungen sind, die den Malaien mit der Ankunft des Islams in ihrer Region übermittelt wurden, gibt es andere, in denen Helden indischer Epen auftreten. Im 17. Jahrhundert wurde die Hikayat dazu verwendet, den Lebenslauf eines historischen malaiischen Helden, Hang Tuah, zu beschreiben. Die hierbei entstandene Hikayat Hang Tuah gilt als eines der wichtigsten Werke der klassischen malaiischen Literatur. Die Betonung bei dem Werk liegt darauf, dass es sich bei Hang Tuah um einen indigen malaiischen Helden handelt. In vielen der epischen Hikayats tritt der Prophet al-Chidr auf und führt die Helden auf den rechten Weg.
Im javanischen Viertel von Malakka entstanden im 15. Jahrhundert eine Reihe von Hikayats, die auf dem javanischen Schattenspielzyklus der Panji-Geschichten basieren. Die Grundgeschichte des Panji-Zyklus dreht sich um die Liebe zwischen dem Prinzen Radin Inu Kartapati aus dem Königreich von Kuripan und der Prinzessin Chandera Kirana aus dem Königreich von Daha. Bis in das 19. Jahrhundert erfreuten sich die Malaien außerdem an vielen aus indischen Quellen übersetzten Hikayats, in denen Prinzen und Prinzessinnen göttlichen Ursprungs über die List von Dämonen, Riesen und Menschen triumphieren und unverwundbare Helden Monster mit dem Bogen von Arjuna besiegen oder Rätsel mit Hilfe von Geistern, Dschinn oder indischen oder muslimischen Weisen lösen. Die Hikayat Abdullah von Abdullah bin Abdul Kadir (1795–1852) stellt keine Hikayat im engeren Sinne dar, sondern ist eine Autobiographie des Autors.
Bei der Übertragung von Liebesgeschichten indischen Ursprungs ins Malaiische erschufen die lokalen Schreiber als neue Literaturform die romantische Hikayat. In ihrem Rahmen bildeten sich die Konventionen der klassischen malaiischen Prosaliteratur mit ihren stilistischen Eigenarten, Handlungsstrukturen und Themen heraus. Die romantische Hikayat bildet somit den klassischen Vorläufer des modernen malaiischen Romans. Was die klassisch-malaiische romantische Hikayat aber von dem modernen Roman unterscheidet, ist die Tatsache, dass sie mehr zum Phantastischen und Wunderhaften neigt und magische Elemente enthält.
Die romantische Hikayat diente in der malaiischen Literatur als Träger sozialer, ethischer und ästhetischer Werte, und einer bestimmten Weltanschauung. Das Aufkommen des Buchdrucks im 19. Jahrhundert führte dazu, dass eine große Anzahl von solchen Hikayat-Werken lithographiert und gedruckt wurden. Auch im ersten Viertel des 20. Jahrhunderts waren solche romantischen Hikayat-Werke noch sehr populär. Die Lektüre von solchen Hikayat-Geschichten war eine beliebte Freizeitbeschäftigung. Nach 1925 konkurrierte die Hikayat mit moderner fiktionaler Literatur, dem Roman und der Kurzgeschichte. Ein literarisches Werk, das gewissermaßen den Übergang von der romantischen Hikayat zum Roman darstellt, ist die Hikayat Faridah Hanom von Sayyid Shaykh al-Hadi (1867–1934). Es setzt noch die Tradition der Gegenüberstellung von Gut und Böse fort und setzt Abenteuerelemente ein, und ihr Thema ist die Liebe zwischen einer Jungfrau und einem Jüngling, die beide idealisiert werden. Im Unterschied zur romantischen Hikayat befasst sich die Hikayat Faridah Hanom aber mit modernen sozialen, religiösen und politischen Fragen wie dem Kampf für die Befreiung der Frau, der Durchsetzung von Moral und religiösen Vorschriften, Liebe zum vom Feind bedrohten Heimatland und Wohltätigkeitsaktivitäten in der Gesellschaft.

## In der acehnesischen und sundanesischen Literatur

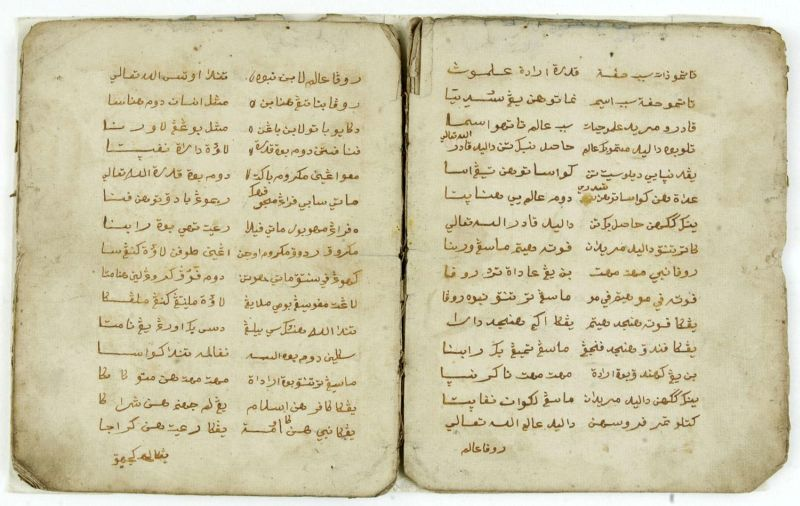
Hikayat Akhbarul Karim, Handschrift einer acehnesischen Hikayat

Der Inhalt der meisten acehnesischen Hikayat unterscheidet sich kaum von dem malaiischer Romanzen. Allerdings gibt es mit epischen Hikayat, deren Hauptgegenstand die nationale Geschichte bildet, auch eigene Neuschöpfungen. Eine der wichtigsten epischen Hikayat ist die Hikayat Pocut Muhamat. Die acehnesische Hikayat unterscheidet sich von malaiischen Hikayat allerdings dadurch, dass sie nicht in Prosa abgefasst ist, sondern in einem speziellen Versmaß, das sanca´ genannt wird. Und sie wird sowohl mündlich als auch schriftlich überliefert. Insgesamt gehören ungefähr 92 Schriften der acehnesischen Literatur diesem Genre an. Die Hikayat der Sundanesen sind Prosageschichten, in denen malaiisch-islamischer Einfluss stärker spürbar wird. Die meisten sind in Javanischer Schrift niedergeschrieben, manche auch in der Pegon genannten arabischen Schrift.